# Ostoja (herb szlachecki)
Ostoja – polski herb szlachecki, noszący zawołania Hostoja i Ostoja. Wzmiankowany w najstarszym zachowanym do dziś polskim herbarzu, Insignia seu clenodia Regis et Regni Poloniae, spisanym przez historyka Jana Długosza w latach 1464–1480. Wedle legendy herbowej miał dać początek herbowi Przeginia. Znany z pieczęci i zapisów z XIV wieku, przeszedł, przez błędy i niewiedzę autorów herbarzy, znaczną ewolucję wizerunku od średniowiecza do współczesności.
Herb występował głównie wśród rodzin osiadłych w ziemi krakowskiej, sandomierskiej, lubelskiej, łęczyckiej, sieradzkiej, poznańskiej, a także na Rusi i w Prusach Królewskich. Spośród najbardziej znanych rodów pieczętujących się herbem Ostoja, należy wymienić: Baranowskich, Bielów, Błociszewskich, Bogusławskich, Bzowskich, Danilewiczów, Gajewskich, Jerzykowskich, Kiedrzyńskich, Marchockich, Mierzewskich, Nagórskich, Ochockich, Ostaszewskich, Politalskich, Świerczyńskich i Zagórskich.
Ostoi używali też Zbigniew Rylski, Włodzimierz Zagórski, Zbigniew Ścibor-Rylski.

## Opis herbu

### Opis historyczny

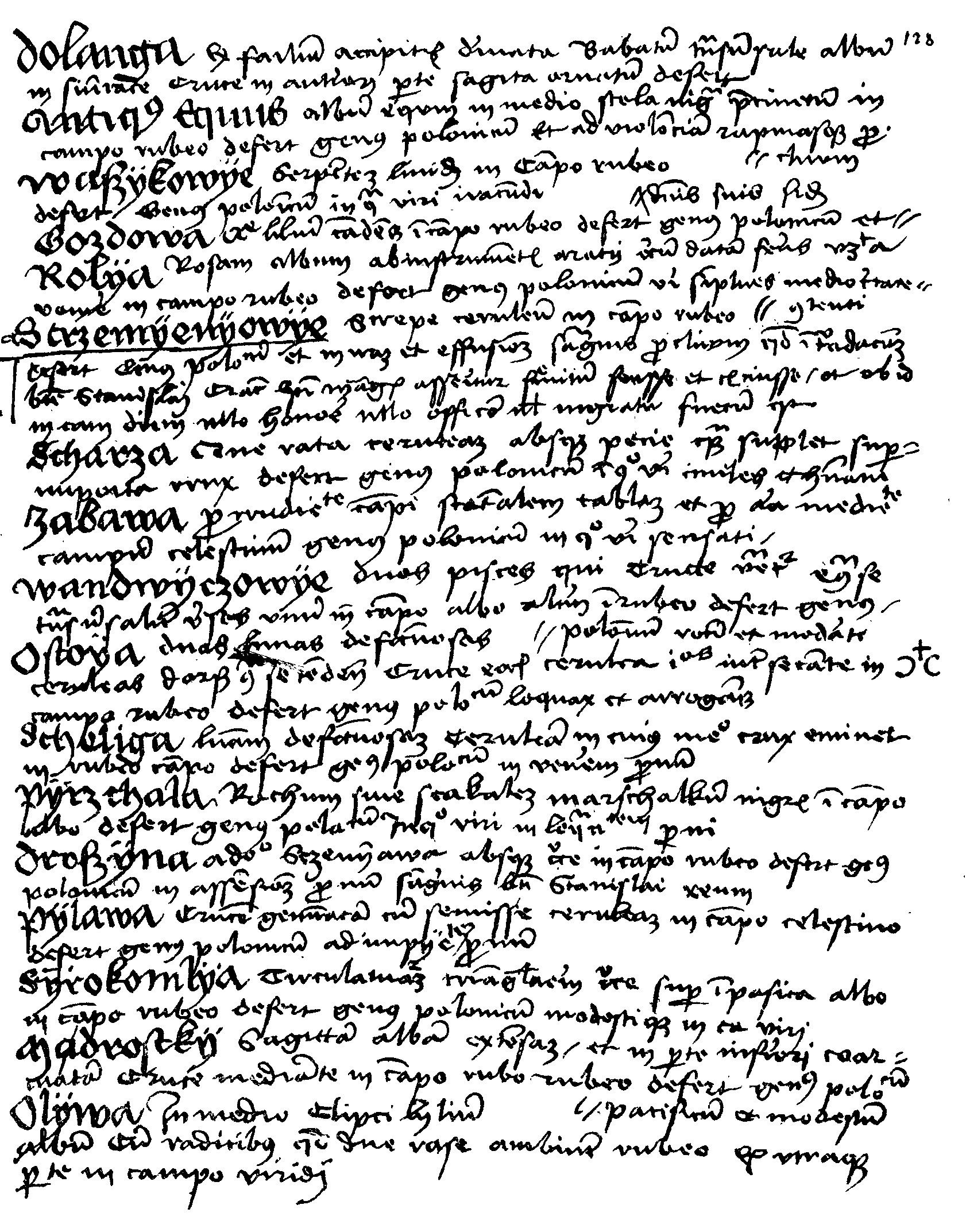
Herb Ostoja w herbarzu Jana Długosza z lat 1464–1480 Insignia seu clenodia Regis et Regni Poloniae.

Jan Długosz blazonuje herb następująco:

Ostoya, duas lunas defectuosas ceruleas, dorsis contra se tendentes, cruce eciam cerulea illas intersecante, in campo rubeo defert Genus Polonicum loquax et arrogans.

Po przetłumaczeniu:

"Ostoja, dwa niepełne księżyce niebieskie, zwrócone do siebie plecami, z przecinającym je niebieskim krzyżem w polu czerwonym nosi. Polska rodzina, rozmowna i arogancka".

Kasper Niesiecki blazonuje herb następująco:

Mają być dwa księżyce niepełne żółte, barkami do siebie obrócone, każdy z nich jednym rogiem do góry, drugim na dół obrócony, między niemi miecz biały otłuczony, rękojeścią do góry, końcem na dół, w polu czerwonem, na hełmie pięć piór strusich.

### Opis współczesny wersji pierwornej
Herb w wersji średniowiecznej różnił się znacznie od formy upowszechnionej w późniejszych czasach. Poniższy opis pochodzi od Józefa Szymańskiego:
Na tarczy w polu czerwonym, między dwoma półksiężycami złotymi barkami ku sobie w pas, takiż krzyż ćwiekowy.
W klejnocie między dwoma księżycami złotymi głowa smoka z szyją czarna, ziejąca ogniem czerwonym.
Labry herbowe czarne, podbite złotem.

### Opis współczesny wersji nowożytnej
Herb w wersji upowszechnionej od XVI wieku miał zmieniony klejnot i krzyż zastąpiony mieczem. Poniższa rekonstrukacja wyglądu pochodzi od Józefa Szymańskiego:
Na tarczy w polu czerwonym, między dwoma półksiężycami złotymi barkami ku sobie w pas, miecz o głowni srebrnej i jelcu złotym.
W klejnocie pięć piór strusich.
Labry herbowe czerwone, podbite złotem.

## Geneza

Herb Ostoja w wersji pierwotnej (średniowiecznej)

### Najwcześniejsze wzmianki
Na murze romańskiego kościoła w Wysocicach z XIII wieku wyryto znak kreskowy, który jest protoherbem herbu Ostoja. Jest to najstarsze znane przedstawienie godła tego herbu.
Znane są pieczęcie średniowieczne: 1358 – Czcibor, dziekan poznański, 1370 – Jakusz z Błociszewa, wojewoda lwowski, 1381 – Dobiesław z Koszyc, podsędek ziemski krakowski, 1402– Ścibor ze Ściborzyc, 1412 – Ścibor ze Ściborzyc (herb czteropolowy), 1456 – Jan Rokosz z Koszyc, sędzia ziemski krakowski, 1466 – Ścibor Poniecki przy akcie pokoju toruńskiego.
Najstarszy zapis sądowy pochodzi z 1388 roku (Starodawne Prawa Polskiego Pomniki VIII s. 260 nr. 4730). W zapisie z 1402 pojawia się nazwa Mościc, zaś z 1420 – Ostoja. Określenie Ostojczyk wprowadza dokument z 1540 roku.
Datowane na lata 1464–1480 Insignia seu clenodia Regis et Regni Poloniae polskiego historyka Jana Długosza, uznaje herb Ostoja za rdzennie polski. Zapisuje on informacje o herbie wśród 71 najstarszych polskich herbów szlacheckich we fragmencie: „Ostoya duas lunas defectuosas ceruleas, dorsis contra se tendentes, cruce eciam cerulea illas intersecante, in campo rubeo defert Genus Polonicum loquax et arrogans.”.

### Ewolucja wizerunku
Pierwotnie w miejsce miecza znajdował się w herbie krzyż, zaś w klejnocie głowa smoka z długą szyją między dwoma księżycami. Elementy te ulegały na przestrzeni dziejów znacznym zmianom. Stałe były tylko – tynktura pola, oraz obecność księżyców.
Pole czerwone przypisali Ostoi autorzy średniowiecznych herbarzy Bellenville, Gelre, Lyncenich, Bergshammar, Stemmata polonica, Złotego Runa, oraz Jan Długosz w Klejnotach i kronika Soboru w Konstancji. Te same źródła podały księżyce w pas, barkami do siebie. We wszystkich księżyce są złote, oprócz Herbarza Złotego Runa, gdzie narysowano je srebrne.

Krzyżyk zamiast miecza jest powszechnym elementem średniowiecznej wersji herbu, chociaż różni autorzy nie zgadzali się co do takich szczegółów jak jego kształt i barwa. Wymienione wyżej herbarze przedstawiają przeważnie krzyżyk kawalerski z przedłużonym dolnym ramieniem („ćwiekowy”). Wyjątkiem jest Armorial Lyncenich, gdzie krzyż przedstawiono jako łaciński. W kościele "Św. Mikołaja" z XV wieku w miejscowości Brzezini zachowała się kamienna gotycka chrzcielnica, na której wycięty jest trzykrotnie herb Ostojów (także z krzyżem łacińskim) oraz dwie daty – 1495 i 1508, co widać tutaj. Natomiast na innej chrzcielnicy z 1492 roku w kościele Wniebowzięcia NMP i św. Stanisława w mieście Bodzentin, herb przedstawiony jest jako krzyż grecki. Herb ten ponownie przedstawiony jest z krzyżem łacińskim na nagrobku Baltazara Bzowskiego, datowanym na 1574 rok, w katedrze Wniebowzięcia NMP we Lwowie. Zwykły krzyż kawalerski wyrzeźbiono na wsporniku w kościele w Sulejowie-Podklasztorzu. Nie precyzując dokładnie jaki krzyż znajduje się w herbie Ostojów, krzyż ten wymieniany jest w aktach kościelnych jako Acta Capitulorum z 1441 roku. Wypisane powyżej źródła dał krzyżykowi barwę złotą, z wyjątkiem drugiej wersji z Bergshammar, gdzie jest on czarny, oraz Herbarza Złotego Runa, gdzie jest on srebrny.

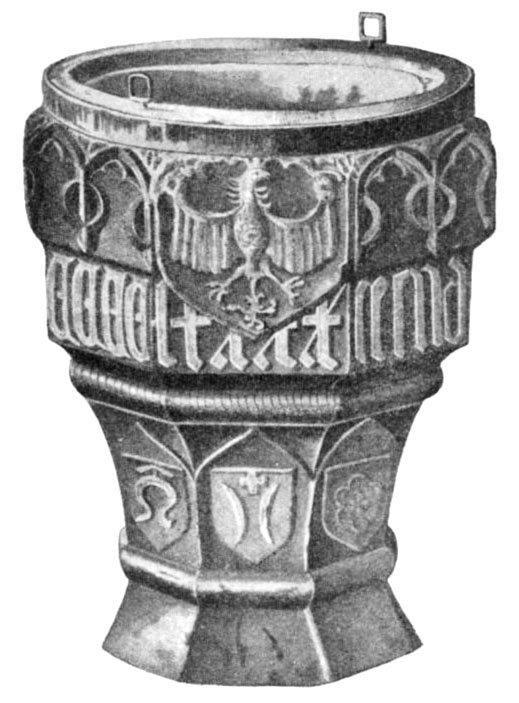
Chrzcielnica z 1492 roku w kościele Wniebowzięcia NMP i św. Stanisława w mieście Bodzentin
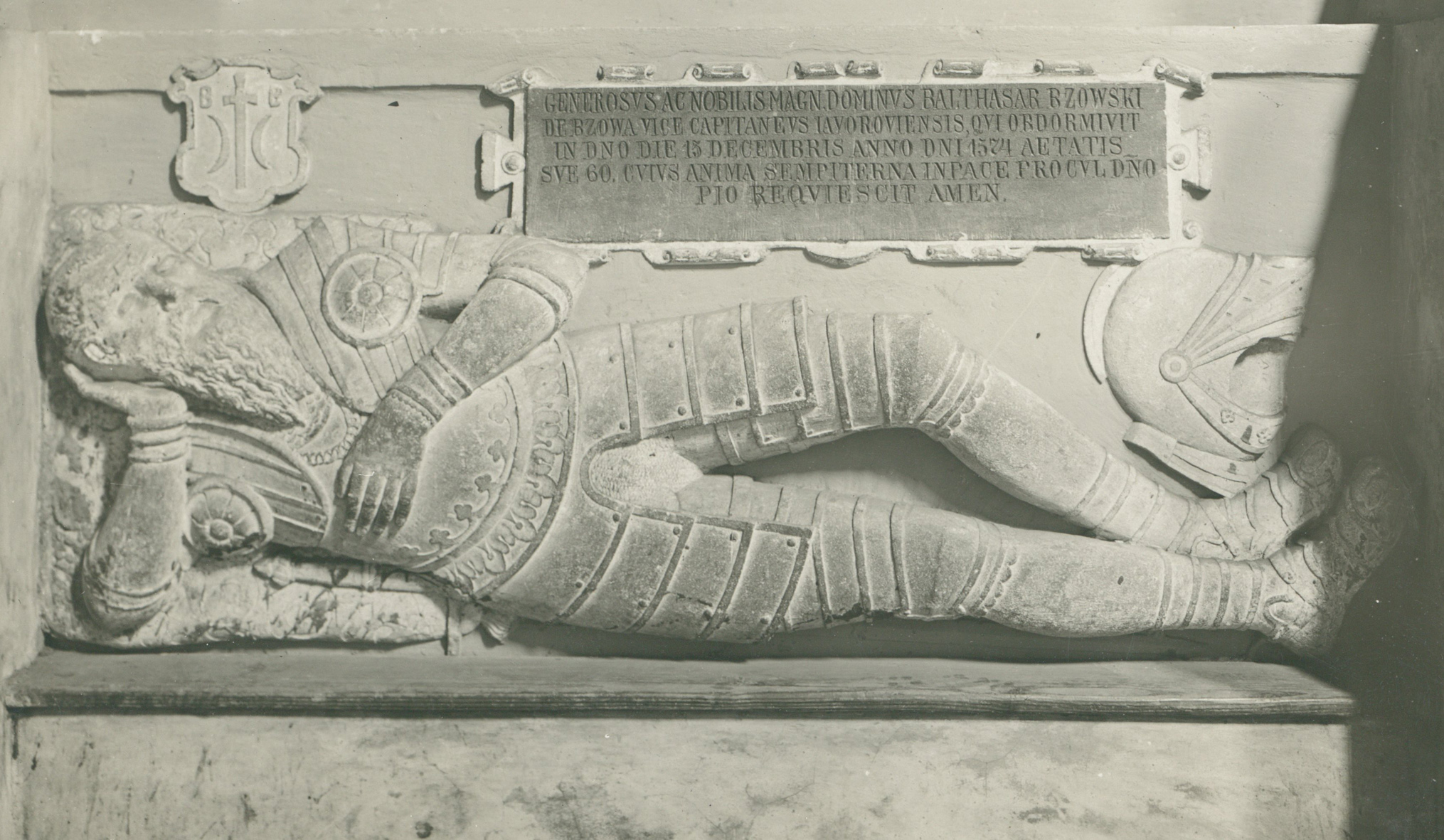
Nagrobek Baltazara Bzowskiego, datowanym na 1574 rok, w katedrze Wniebowzięcia NMP we Lwowie

Jedyne średniowieczne przedstawienia herbu z barwnymi labrami (Armorial Gelre, Codex Bergshammar) przedstawiły je dość nietypowo – jako czarne, podbite złotem.
Te same herbarze przekazują informację o średniowiecznym klejnocie herbu – głowie smoka z szyją czarnej, między dwoma księżycami. Przedstawienie klejnotu na pieczęci z 1466, jest dość niedokładne, przez co Józef Szymański odczytuje zwierzę w klejnocie jako żmiję.
Wiek XVI przyniósł wspomnianą modyfikację wyglądu herbu. Wynikła ona z niefrasobliwości XVI-wiecznych rytowników, którzy nie znając źródeł wcześniejszych, oraz zasad heraldyki, zamienili krzyż ćwiekowy na miecz. Postępowanie takie zniekształciło też kilka innych herbów jak Belina i Czewoja. Najwyraźniej nie znano też w XVI wieku właściwego klejnotu herbu, ponieważ zastąpiono go piórami strusimi. Było to powszechne postępowanie w przypadku, gdy rytownicy nie wiedzieli jaki klejnot powinni przypisać herbowi, stąd w wielu polskich herbach widnieje w klejnocie trzy lub pięć piór strusich.
Winę za zastąpienie krzyża mieczem ponosi głównie Bartosz Paprocki, autor Herbów rycerstwa polskiego i Gniazda cnoty, oraz Marcin Bielski, autor Kroniki. Wprawdzie Paprocki na rysunku umieścił jeszcze krzyż, za to w opisie pojawia się już miecz. Podobnie było w przypadku pozostałych źródeł XVI-wiecznych: Stemmata polonica, redakcji Chigi, Łętowskiego i Kamyna Klejnotów oraz Zwierzyńca Reja. Krzyż ćwiekowy rysowany był tu w taki sposób, że zaczął stopniowo przypominać miecz – z coraz dłuższym i ostrzejszym dolnym ramieniem i pozostałymi ramionami przypominającymi ramiona krzyża łacińskiego – a więc bez dodatkowych wypustek.
Podobnie jak w przypadku miecza, również zmianę klejnotu na pięć piór strusich upowszechnili Paprocki i Bielski. Żadne źródło XVI-wieczne nie przedstawiło już Ostoi z właściwym klejnotem – autorzy poza Paprockim i Bielskim kwestię klejnotu po prostu pomijali.
W wieku XVII, mimo że na rysunkach nadal nie przedstawiano w sposób jednoznaczny miecza, to jednak w opisie zawsze o nim pisano. Tak jest w Kleynotach... J. A. Gorczyna (1630), Nomenclatorze Wijuka Kojałowicza (1658, tutaj godła stylizowane są na znaki kreskowe), Orbis poloni Okolskiego (1641-43) oraz Poczcie herbów Potockiego (1696). We wszystkich tych publikacjach, oprócz jednej, narysowano albo opisano klejnot herbu jako pięć piór strusich. Wyjątek stanowi Orbis poloni, gdzie pióra są trzy.
Pierwszy herbarz wieku XVIII, autorstwa Antoniego Swacha, będący kompilacją prac Bielskiego, Okolskiego i Jana Liwa Herbulta (1705), zamieszcza kształt herbu znany w wieku poprzednim. Znów powtarza się krzyż z długim ramieniem oraz miecz w opisie. Brak natomiast wzmianki o klejnocie i barwach. Z kolei najważniejszy herbarz wieku XVIII, autorstwa Niesieckiego (1738), ma już zdecydowanie w rysunku miecz. Wiek XVIII wyznacza zatem moment ostatecznego odejścia od krzyża na rzecz miecza.
XIX-wieczna książka Heraldyka rosyjska, autorstwa Aleksandra Łakiera (1854) powtarza schemat XVI-wieczny, dając rysunek z krzyżem ćwiekowym o długiej i ostrej nodze, zaś w opisie używając określenia „miecz”.
Przełom wieku XIX i XX przyniósł także wydanie jednego z najważniejszych herbarzy polskich, czyli Księgi herbowej rodów polskich J.K. Ostrowskiego (1897 – 1906). Autor ten przyjął za podstawową wersję herbu z Niesieckiego, choć przytoczył też szereg wcześniejszych form, nadając im kolejne numery rzymskie.
Emilian Szeliga-Żernicki w Die polnischen Stammwappen (1904) powtarza rysunek za Ostrowskim, podobnie jak Zbigniew Leszczyc w Herbach szlachty polskiej (1908), oraz Teodor Chrząński w swych Tablicach odmian (1909).
Opracowania współczesne, jak Herbarz polski od średniowiecza do XX wieku Tadeusza Gajla i Herbarz rodowy Alfreda Znamierowskiego, wobec rozbieżności w historycznych przekazach, nie zajmują wspólnego stanowiska na temat kształtu herbu. Tadeusz Gajl zamieścił po prostu rysunki obu wersji Ostoi. Alfred Znamierowski natomiast, zgodnie z przyjętą przez siebie metodologią, zamieścił pierwotny wizerunek herbu, późniejszy jedynie wzmiankując.

### Etymologia
Ostoja (Hostoja) jest według Józefa Szymańskiego nazwą imionową, mającą odniesienie w nazwie osobowej. Szymański przytacza też alternatywną hipotezę pochodzącą od Semkowicza, że jest to hasło symboliczne. Mościc ma według Szymańskiego taką samą etymologię.
Za „Słownikiem Języka Polskiego”, wydanym w 1861 w Wilnie, przez Maurycego Orgelbranda – pierwotne znaczenie słowa „Ostoja”, wcześniejsze od nazwy herbu szlacheckiego, to: schronienie, opora, tymczasowy bezpieczny port. Jest zatem możliwa etymologia proklamy herbu od tych pierwotnych znaczeń – jako określenie stanicy chorągwianej.

### Legenda herbowa
Kasper Niesiecki przytoczył legendę o początku herbu Ostoja, wiążąc jego powstanie z walecznym i sprytnym pułkownikiem Ostoją. Legenda ta, w przeciwieństwie do większości tego typu podań, nie tłumaczy precyzyjnie genezy godeł herbu:

Za panowania Bolesława Śmiałego (1058 – 1078) króla polskiego, gdy, albowiem nieprzyjaciel wtargnął w granice polskie, wysłany przeciwko nim pułkownik, imieniem OSTOJA, w niewielkim ludzi do boju poczcie języka wziąwszy o zbliżającym się nieprzyjacielu, cicho się pod obóz podemknął i straż wyciął tak, że żaden z nich albo miecza, albo pętów nie uszedł. Jeden z pojmanych szukając łaski w swej niedoli u pomienionego Ostoi przyrzekł mu pod przysięgą, że mu miał dopomóc do większego zwycięstwa. Darowany tedy wolnością, prosto do swego obozu przypadł, tam nie wspominając o porażce swoich, jeszcze do tego nakłonił hetmana swego, że nowe posiłki straży pierwszej i daleko liczniejsze wysłał. O tych upewniony Ostoja, tak ich ze wszystkich oskoczył, że żaden szabli jego nie uszedł., dopiero z drugimi pobliższymi chorągwiami złączywszy się, nocą na obóz nieprzyjacielski uderzył, gdzie przestraszeni wszyscy, jedni pod miecz dostali, drudzy do pobliższych lasów, życie salwując, od goniących się i szukających poginęli. Za to tedy dzieło Ostoja i herbem tym nadany, i w znaczne dobra opatrzony, nawet i niewolnik, który mu do tego zwycięstwa dopomógł, tymże klejnotem i wolnością udarowany.

Legenda ta powstała zapewne w drugiej połowie wieku XVI. Nie znali jej ani Jan Długosz, Miechowita Kromer czy Bielski. Pierwszym który tę legendę zapisał był Bartosz Paprocki, w swoim dziele pt. „Ogród Królewski” oraz w „Gniazdo Cnoty”, legendy tej nie ma w największym z dzieł Paprockiego pt. „Herby Rycerstwa Polskiego” (w którym autor nawiązuje do opisu Długosza).

## Herbowni

### Lista Tadeusza Gajla
Lista herbownych w artykule sporządzona została na podstawie wiarygodnych źródeł, zwłaszcza klasycznych i współczesnych herbarzy. Należy jednak zwrócić uwagę na częste zjawisko przypisywania rodom szlacheckim niewłaściwych herbów, szczególnie nasilone w czasie legitymacji szlachectwa przed zaborczymi heroldiami, co zostało następnie utrwalone w wydawanych kolejno herbarzach. Identyczność nazwiska nie musi oznaczać przynależności do danego rodu herbowego. Przynależność taką mogą bezspornie ustalić wyłącznie badania genealogiczne.
Pełna lista herbownych nie jest dziś możliwa do odtworzenia, także ze względu na zniszczenie i zaginięcie wielu akt i dokumentów w czasie II wojny światowej (m.in. w czasie powstania warszawskiego w 1944 spłonęło ponad 90% zasobu Archiwum Głównego w Warszawie, gdzie przechowywana była większość dokumentów staropolskich). Lista nazwisk znajdująca się w artykule pochodzi z Herbarza polskiego, Tadeusza Gajla (770 nazwisk). Występowanie na liście nazwiska nie musi oznaczać, że konkretna rodzina pieczętowała się herbem Ostoja. Często te same nazwiska są własnością wielu rodzin reprezentujących wszystkie stany dawnej Rzeczypospolitej, tj. chłopów, mieszczan, szlachtę. Jest to jednakże dotychczas najpełniejsza lista herbownych, uzupełniana ciągle przez autora przy kolejnych wydaniach Herbarza. Tadeusz Gajl wymienia następujące nazwiska uprawnionych do używania herbu Ostoja:
|  | Alkiewicz , Ancyperowicz, Ancyporowicz, Ancypowicz. Baduski, Balicki, Baliński, Banczelski, Bankowski, Bańcowski, Bańkowski, Barankiewicz, Baranowski, Baratyński, Bardecki, Bardowski, Bartkowski, Bartoszewski, Bączalski, Bądkowski, Bątkowski, Benczelski, Bendzieski, Beonowski, Bernatowicz, Bębnowski, Bęczelski, Będuski, Będzisławski, Bętkowski, Biel, Bielski, Bieńkowski, Biestrzecki, Biestrzykowski, Blinowski, Błaszkowski, Błociszewski, Błogienkowski, Błyszczanowicz, Bocian, Bocianka, Bociarski, Bogusławski, Boguszewicz, Boguszewski, Bohatyrewicz, Bohatyrowicz, Bohussowski, Bohuszewicz, Bohuszowski, Boraczewski, Boratyński, Borodzic, Borodzicz, Borowieski, Bratkowski, Brodowicz, Brodowski, Brokowski, Broniowski, Brzozowski, Bukowski, Burdynowski, Buszowski, Butniewicz, Bydkowski, Byjel, Bytkowski, Bzowski. Chałmowski, Chechelski, Cheliński, Chełmowski, Chełmski, Chiziński, Chluski, Chłuski, Chocieński, Chocimowski, Chodelski, Chodkowski, Chodorkowski, Chodorowski, Chołmowski, Chorostowicki, Chotkowicz, Chotkowski, Chrostecki, Chrostowski, Chrościcki, Chrościel, Chruściel, Chrystowski, Chrząstowski, Chrzelowski, Chudzicki, Chudziński, Chudzyński, Chyziński, Chyzyński, Chyżewski, Chyżyński, Ciapiński, Ciechański, Ciesielski, Cieszęcki, Cieśliński, Czapiewski, Czapiński, Czechowicz, Czeczot, Czeczott, Czernichowski, Czernik, Czernikowski. Damowski, Danielewicz, Danieliwicz, Danielski, Danilewicz, Danilewski, Daniłowicz, Dargiewicz, Darowski, Delpes, Dembowski, Dmosicki, Dmoszyński, Dmościcki, Dobaniowski, Dobielewski, Dobromirski, Dobrowolski, Domaracki, Domaradzki, Domontow, Domosicki, Dramont, Dreling, Dubaniewski, Dubejkowski, Dubielewski, Dubkowski, Dublański, Dubleński, Dublewski, Duczman, Dudkowski, Dulowski, Dulski, Duniłowicz, Duszakiewicz, Duszewski, Dutkowski, Dworaninowicz, Dworecki, Dworzecki, Dworzycki, Dyszakiewicz, Dzieczyński, Dzięczyński, Dziwlewski, Dziwłowski. Elsenau, Elżanowski, Etejko. Finkowski. Gajdowski, Gajewicz, Gajewnicki, Gajewski, Gajowski, Gawkowski, Gawłowski, Gawryłkiewicz, Gerzykowski, Glewski, Glębocki, Glindzicz, Glokman, Głazowski, Głębocki, Głogiński, Głowacki, Głowczewski, Główczewski, Gniady, Gnidaszewski, Godziszewski, Gołembiowski, Gotejko, Górkowski, Grabowski, Grad, Gralewski, Grądzki, Grebnicki, Grodziski, Grolewski, Gromadzki, Gudziłowicz. Hajewski, Halczyński, Hełczyński, Heymzot, Hodylski, Hrebnicki, Hryniewiecki, Hubnicki, Hubniński, Hulanicki, Hurowski. Ibiański, Ilikowski, Ilkowski, Iłgutowicz, Iłowicki, Iłowiecki, Imram, Irzykowski, Iwaczkowski, Iwański. Jackowski, Jaczkowski, Jajkowski, Jakliński, Jakowicki, Janikowski, Janiszewski, Janoszewski, Jański, Jarosławicz, Jaworski, Jerzykowski, Jetwidowicz, Jeżowski, Jotejko, Joteyko, Juckiewicz. Kaczanowski, Kaliński, Kałaur, Kałłaur, Kałuwur, Kamieński, Karabczewski, Karabczyjowski, Karapczewski, Kargowski, Karlenicz, Karlewicz, Karlewski, Karliński, Karłowicz, Kasiulewicz, Kaweczyński, Kawęczyński, Kawieczyński, Kątkowski, Kempski, Kędrzyński, Kępski, Kiedrowski, Kiedrzyński, Kielcz, Kielowski, Klonowski, Kłębowski, Kłopotek, Kobylski, Koczanowski, Koczubej, Kołodziejski, Komor, Komorowski, Konczycki, Kondracki, Kondradzki, Konradzki, Kontkowski, Kończycki, Korabczejewski, Korabczejowski, Korabczewski, Korabczowski, Korabczyjowski, Korociński, Koryda, Kostkowski, Kościulewicz, Kośniewski, Kotkowski, Kotnowski, Kowalkowski, Kowalski, Kozak, Kozłowiecki, Kozłowski, Koźmiński, Koźniewski, Kożniewski, Kraus, Krauss, Krecz, Krecza, Kreczetowicz, Krempski, Kreuz, Kreza, Krępski, Krochowski, Krópczewski, Krópski, Krzelczycki, Krzelewski, Krzelężycki, Krzelowski, Krzesz, Krzyczkowski, Krzykowski, Krzylczycki, Krzywicki, Krzywiec, Krzywoszyński, Krzyżewicz, Krzyżuk, Książnicki, Kublicki, Kulżyński, Kumanowski, Kurcz, Kurosz, Kuryłowicz. Lachowicki, Lachowiecki, Laski, Laskowiecki, Laskowski, Latkowski, Lenski, Leński, Leski, Lewonowicz, Lewożski, Lniski, Lubiatowski, Lubichowski, Lubicki, Lubochański, Lubochiński, Lubochoński, Lubochowski, Lutomierski, Lutomirski. Łatkowski, Łeński, Łęcki, Łędzki, Łęski, Łopuszański, Łowiecki, Łunin, Łyszkiewicz. Maciański, Maczenka, Maleczkowski, Mamchocki, Marchocki, Marchowicki, Marchowski, Marcinkiewicz, Markiewicz, Markowicz, Marylski, Masz, Mazalski, Mądrzejewski, Mądrzewski, Metelski, Miczycki, Miecznikowski, Miedzwiecki, Miedzwiedzki, Miedźwiecki, Miedźwiedzki, Mierzewski, Mierzwiński, Mietelski, Miklaszewicz, Miklaszewski, Mikłaszewicz, Mikłaszewski, Mikołajewicz, Mikorski, Mikutowicz, Mioduszewski, Mirzewski, Mizerski, Młodyjeski, Młodylski, Modliszewski, Modrzejewski, Modrzejowski, Modrzewski, Mokierski, Mokrzecki, Mokrzycki, Mondrzejewski, Morawski, Morecki, Mosalski, Mossalski, Mostkowski, Moszczycki, Mościc, Mościcki, Mościsz, Mroczek, Mrożek, Mydłowski, Myszkiewicz. Nagorczewski, Nagorski, Nagorzyński, Nagórczewski, Nagórka, Nagórko, Nagrodzki, Nahorski, Nas, Nasierowski, Nass, Niedźwiecki, Niedźwiedzki, Niegoszewski, Niegoszowski, Niekora, Nieradzki, Nieroda, Nierodzki, Nos, Nowogrodzki, Nowohoński, Nyka, Nyko. Obakiewicz, Obrębski, Ochman, Ochocki, Odyniec, Olewiński, Oliwiński, Ordyłowski, Ordyniec, Ordyński, Ordziński, Orliński, Osiczkowski, Osieczkowski, Ostaniewicz, Ostanowko, Ostarzewski, Ostaszewski, Ostaszko, Ostoja, Ostojski, Owsianko, Owsiany, Owsiejewski, Owsijewski, Oziembłowski, Oziębłowski. Pakarliński, Paklerski, Palczyński, Palecki, Pałecki, Pałęcki, Pankiewicz, Paszczenko, Paszkiewicz, Pęgowski, Pękosławski, Pękowski, Pętkowski, Piaskowski, Piaszczyński, Piat, Pierszyński, Pietraszkiewicz, Pietrzkiewicz, Pietrzykiewicz, Pilarski, Pilawski, Piławski, Plaskota-Chroślicki, Płatonowicz, Podborski, Podgorski, Podgórski, Podskarbski, Podskoczym, Podwysocki, Podwyszyński, Pokarkliński, Pokarliński, Pokroszyński, Polak, Politalski, Politałocki, Politański, Politowski, Pollitański, Poniecki, Poskoczym, Poskoczymów, Postnik, Postrumiejski, Pośnik, Potapowicz, Potocki, Powysocki, Pożarzycki, Przeszmiński, Prześmiński, Przewocki, Przezdybski, Przezwocki, Przybysławski, Puczycki, Puszkarenko. Raczek, Raczewski, Raczko, Raczkowicz, Radgoski, Radgowski, Radogorski, Radogowski, Raduński, Radwański, Rafalski, Rajski, Raszewski, Rayski, Rdułtowski, Rdzawski, Redeć, Redej, Rekosz, Rekść, Relski, Roguski, Rokosz, Roszko, Roszkowski, Rozkoszewski, Rożniatowski, Rudołtowski, Rudzicki, Rudziejewski, Rudziejowski, Rukujża, Rukwiza, Rukwyż, Rumszewicz, Ruszkowski, Ryk, Rykaczewski, Rylski, Ryś, Rząśnicki, Rzepliński, Rzymczykowski, Rzymiec. Sadowski, Salecki, Sambor, Samborski, Samorak, Samorok, Sarbski, Schimoński, Scibor, Sciborski, Sendzimir, Sędzimir, Siedlecki, Siedlikowski, Siedliński, Siedliski, Sielecki, Siemnicki, Siemoński, Siemuński, Sieradzki, Skorka, Skórka, Skrobot , Skrzeszewski, Skrzeszowski, Słomski, Słoński, Słupski, Słuszka, Słuszko, Smoszewski, Smuszewski, Smużewski, Sobolewski, Soboniawski, Soboniowski, Sokołowski, Solecki, Somorok, Songajło, Spaszczenko, Stachelski, Stacher, Stachera, Stachler, Stachora, Stachorski, Stachurski, Stackiewicz, Starzeski, Starzewski, Starzycki, Staszewski, Staszowski, Stebelski, Steblecki, Steblowski, Stebłowski, Stobicki, Stobiecki, Stobiński, Stokowiecki, Stokowski, Strozberg, Strzałka, Strzałkowski, Strzelecki, Suchcicki, Suchorabski, Suchorębski, Suchorzewski, Sudyka, Sultzen, Sułecki, Sułocki, Sumorok, Szarota, Szczodrkowski, Szczoskowski, Szelepiński, Szembel, Szmigłowski, Szmilowski, Szmyglowski, Szmygłowski, Szyja, Szymański, Szymoński, Szyszkowicz, Szyszkowski. Ścibor, Ścibor-Rylski, Ściborowski, Ściborski, Ściszewski, Śmiglewicz, Śmilgiewicz, Śniekowski, Świderski, Świerczyński, Świerkocki, Świnolęcki, Świnołęski, Świracki, Świrkocin. Targonia, Targoński, Teliński, Tołkacz, Tomkiewicz, Trzcieński, Trzebnicki, Tuczeń, Tucznia, Tudorowski, Turnicki, Tuski, Twerbut, Tworkowski, Tworowski, Tworynicki, Tyszka, Tyszko. Ubliński, Ubniński, Ulejski, Uleński, Uleski, Ulewski, Ulęski, Unichowski, Uniechowski, Ustarbowski. Wadowski, Waranowski, Wasilewski, Widun-Dubejkowski, Wierciochowski, Więckowski, Wigurski, Wiński, Włodek, Wojciechowski, Wojdowski, Wojewódka, Wojewódko, Wojnowski , Wojsicki, Wojszyk, Wojtkiewicz, Woliszewski, Wolski, Wróblewski, Wygrzywalski, Wyrzek, Wysocki. Zabiała, Zabierzewski, Zabierzowski, Zabokrzyck , Zaborowski, Zagorski, Zagórowski, Zagórski, Zagurski, Zahorowski, Zajarski, Zajelski, Zajerski, Zakrzewski, Zaleski, Zarogowski, Zasztowt, Zawadzki, Zborowski, Zdaniszewski, Zdanowicz, Zdzibłowski, Zebedey, Zegadło, Zębedey, Złociszewski, Złop, Złosz, Złoszcz, Złoty, Zubko. Żabokrzycki, Żakowski, Żarski, Żegadło, Żelisławski, Żerakowski. Tadeusz Gajl, Herbarz Polski |

Część rodów (sześć) występujących na liście herbownych weszła do grona Ostojczyków drogą nobilitacji. Według Anny Wajs, Stanisław Nagorski (Nagórski) został adoptowany w 1590 do niezmienionego herbu Ostoja. Jednak według Józefa Szymańskiego, Nagórski otrzymał Ostoję z odmianą. Wojciech Chudziński został dopuszczony do herbu przez Jana Gajewskiego z Błociszewa w 1595. Według Anny Wajs, Bazyli Turkuł otrzymał Ostoję w 1676. Jednak według Tadeusza Gajla, Turkuł otrzymał Ostoję z odmianą. Według Alfreda Znamierowskiego, rodzina Ochockich zasiliła grono Ostojczyków w 1683. Niesiecki natomiast podaje rok 1676 oraz więcej szczegółów nobilitacji – miał ją uzyskać Piotr Ochocki, którego ojciec utracił szlachectwo za osiedlenie w mieście. Jan Antoni oraz Ignacy Bogorajscy otrzymali Ostoję na nobilitacji sekretnej w roku 1775. Jan Raczewski, miecznik lubelski, miał otrzymać herb o nazwie Ostoja Krzywiec w 1777 roku. Jest to w rzeczywistości herb identyczny z Ostoją, a dodatek Krzywiec dano do nazwy w dokumencie nobilitacyjnym zgodnie z praktyką tworzenia nowych nazw dla odróżnienia szlachty z nobilitacji od szlachty „odwiecznej”.
Rodziny pochodzenia tatarskiego pieczętujące się tym herbem według Dziadulewicza to: Barankiewicze, Bohatyrewicze, Kałłaur (Kałuwur), Ordowie (z odmianą), Ordyńcowie, Raduńscy.

### Pozostałe nazwiska
Rosyjski heraldyk Aleksandr Łakijer w swojej książce Heraldyka rosyjska z 1855 roku przytoczył nazwiska rosyjskiej szlachty, która przejęła niektóre polskie herby. Wśród nich jest Ostoja. Autor nie wyjaśnia, w jaki sposób zachodziło takie przejmowanie. Pewne jest, że kilka polskich rodzin osiadło w Rosji. Rdzennie rosyjskie rody mogły zaś przyjmować polskie herby na zasadzie upodobniania wizerunków własnych. Herbem Ostoja miały według Łakiera pieczętować się rodziny: Alieiew, Batiuszkow, Bezborodko, Bogajewski, Domogacki, Koczubej, Łupin, Mikłaszewski, Paszkow, Safonow, Szeszkoski, Sziszkin, Sziszkow. Według informacji zawartych w Obszczim gerbovniku, Łupin może być zniekształconą formą nazwiska Łunin, ponieważ istniała rosyjska rodzina Łunin, polskiego pochodzenia, która używała herbu Ostoja.

## Związek z herbem Przeginia
Bartosz Paprocki i Kasper Niesiecki przytaczają opinie, że herb Przeginia pochodzi od herbu Ostoja. Argumentem jest tutaj podobieństwo godeł. Paprocki przytacza nawet legendę, która wyjaśnia, że smoka w klejnocie miał otrzymać Ostojczyk – protoplasta Przeginiów, za długie odpieranie natarcia Morawian. Wprawdzie całość legendy nie może być prawdziwa, choćby dlatego, że w średniowieczu klejnot Przegini nie był znany i przedstawiano ją wówczas z mieczem a Ostoję z krzyżem, ale Franciszek Piekosiński w Heraldyce wieków średnich uznał wspólne pochodzenie obu rodów za prawdopodobne. Stwierdził tak, ponieważ wieś, która według niego udzieliła nazwy herbowi – Przeginia, leży blisko gniazd Ostojczyków’.

## Występowanie poza heraldyką szlachecką
- Herb Ostoja otrzymał bez zmian Konstantynów Łódzki od swojego założyciela, Mikołaja Krzywca-Okołowicza. Okołowiczom przysługuje wprawdzie odmiana Ostoi – Ostoja II, ale pozbawione klejnotów oba herby są nieodróżnialne. Herb Konstantynowa Łódzkiego to Ostoja II w wersji małej, z godłem w wersji nowożytnej.
- Herbem Terespola jest od XVII wieku Ostoja jego założyciela – Józefa Bogusława Słuszki.
- Nieprawidłowy heraldycznie Herb Zduńskiej Woli jest podwójny – składa się z Prawdzica Feliksa Złotnickiego, założyciela miasta i z Ostoi jego małżonki. Herby są z klejnotami. Barwy klejnotu Ostoi również wskazują na odmianę – Ostoja II.
- Merytorycznie identyczny z Ostoją jest herb gminy Skierbieszów, ale jego pochodzenie jest nieznane.
- Ostoja biskupa Marcina Szyszkowskiego w polu górnym z Junoszą biskupa Konstantego Felicjana Szaniawskiego w polu dolnym będą tworzyć herb klasztoru Pallotynów na Karczówce[62]
- Jednym z elementów herbu gminy Słubice (powiat płocki), jest godło Ostoi. Z gminą związany był Józef Andrzej Mikorski.

## Odmiany, wersje alternatywne i utytułowane
Nobilitacje, adopcje herbowe, błędy przekazu oraz nadawanie przez władze zaborcze tytułów arystokratycznych zaowocowały powstaniem szeregu odmian herbu Ostoja.
Józef Mikorski otrzymał w 1798 roku pruski tytuł hrabiowski. Jego herb udostojniono koroną rangową i trzymaczami. Roch Lachowicki-Czechowicz otrzymał w 1783 austriacki tytuł baronowski. Jego herb przedstawiano różnie. Pod nazwą Czechowicz występuje m.in. u Ostrowskiego i wygląda tam jak Ostoja z koroną baronowską starszego typu (bez pałek). Pod nazwą Lachowicki-Czechowicz występuje natomiast u Siebmachera, gdzie wygląda jak Ostoja II z koroną baronowską nowego typu (siedmiopałkową).
Istniał też szereg odmian zwykłych, tj. niezwiązanych z tytułami arystokratycznymi. Herby Bogorajski, Miklaszewski, Nagórski i Turkuł pochodzą z nobilitacji. Aby odróżnić je od oryginalnego herbu Ostoja zmieniano najczęściej klejnot bądź drobne szczegóły rysunku. Sędzimir Michała Sędziwoja, według formuły dokumentu z 1600 roku, pochodził z nobilitacji, ale w rzeczywistości był odmienionym dotychczasowym herbem obdarzonego, który szlachectwo z Ostoją posiadał już wcześniej.
Pozostałe herby będące rzekomo odmianami Ostoi mają niepewną genezę. Nie ma też jednolitej opinii co do tego, czy były one faktycznie odmianami, czy też podobieństwo z Ostoją było czysto przypadkowe.
Gawłowski – z odmianą klejnotu, wymieniany przez Gajla za Ostrowskim, Jastrzębski – odmiana klejnotu przytaczana przez Gajla za Wittygiem, Kleczewski – z dodatkiem do godła, przytaczany przez Gajla za Wittygiem, Mokrzewski – z odmianą kształtu godła, przytaczany przez Gajla za Uruskim (rodzina ta miała pochodzić od Mokrzeckich h. Ostoja), Orda – z odmianą kształtu godła, przytaczany przez Gajla i Znamierowskiego za Uruskim (niektórzy z tej rodziny mieli używać zwykłego h. Ostoja), Ostoja II – z odmianą klejnotu, wymieniany przez Gajla za Ostrowskim, Plata – z odmianą klejnotu, przytaczany przez Gajla za Uruskim, Racięski – z dodatkiem do godła, przytaczany przez Gajla za Wittygiem, Strzałkowski – z dodatkiem do godła, przytaczany przez Gajla za Wittygiem, Wasilewski – z odmianą godła i klejnotu, przytaczany przez Gajla za Janem Ciechanowiczem.
Ponadto brak jest w literaturze jednolitej opinii co do uznania za odmiany kilku innych, zbliżonych merytorycznie do Ostoi herbów.
Fincke – opisywany m.in. przez Uruskiego jako odmiana, uznane za odmiany przez Znamierowskiego, przez Gajla zaś nie, Ostaszewski – opisany m.in. przez Ostrowskiego jako odmiana, z czym zgadza się Znamierowski, zaś Gajl nie, Ostoja Pruska – opisywany m.in. przez Uruskiego jako odmiana (autor wycofuje się z tej opinii kilka linijek później), z czym nie zgadza się Ostrowski (pierwotną opinię Uruskiego podziela Znamierowski, zaś Ostrowskiego – Gajl), Ostojczyk, uważany za odmianę przez Znamierowskiego, z czym nie zgadzają się Ostrowski i Gajl, Pokroszyński opisywany jako odmiana przez Ostrowskiego, i w pierwszej linijce opisu także przez Uruskiego(autor wycofuje się z tej opinii kilka linijek później) (z Ostrowskim zgadza się Znamierowski, zaś Gajl – nie), Szyszko, uważany za odmianę Ostoi przez Znamierowskiego, zaś przez Gajla za odmianę herbu Odyniec, Wysocki, uważany za odmianę Ostoi przez Znamierowskiego i Niesieckiego, zaś przez Gajla – nie, Zawadzki, uważany za odmianę Ostoi przez Znamierowskiego, zaś przez Gajla nie.
Juliusz Karol Ostrowski wymienia jeszcze odmiany ponumerowane III-VIII:
- Ostoja III – barwy nieznane, półksiężyce splecione ze sobą, nad nimi krzyż. Jest to wariant zrekonstruowany z drzeworytu, być może miał on przedstawiać raczej herb Prus II,
- Ostoja IV – jest to wizerunek z pieczęci Dobiesława z Koszyc z 1381,
- Ostoja V – dwa półksiężyce z krzyżykiem nad nimi. jest to wizerunek z pieczęci Macieja Wojewódki ze Szczodrkowic z 1442,
- Ostoja VI – jest to wizerunek z pieczęci Jana Rokosza z Koszyc z 1456,
- Ostoja VII – wizerunek z Roli Marszałkowskiej,
- Ostoja VIII – wizerunek z herbarza arsenalskiego (jak w Stemmata polonica).

| Odmiany arystokratyczne herbu Ostoja | Odmiany zwykłe herbu Ostoja | Niepewne odmiany herbu Ostoja |  |  |